# Jogo educativo
Jogos educacionais são jogos elaborados especificamente para ensinar as pessoas sobre um determinado assunto, expandir conceitos, reforçar desenvolvimento e entendimento sobre um evento histórico ou cultural. Em resumo, são jogos que têm como objetivo passar algum fundamento ético ou valores de vida. Podem se apresentar de formas variadas, e, dependendo de seu contexto principal, podem ser utilizados até por professores nas escolas.
Os brinquedos e jogos são utilizados para gerar diversão à criança e/ou aos adultos. Contudo, atualmente muitos jogos são levados à sala de aula para que, a partir dele, o professor torne possível a aprendizagem e o desenvolvimento de habilidades requeridas durante as aulas. Quando o jogo ou objeto lúdico é inserido na aula, deixa de fazer parte de uma brincadeira e passa a ser um material pedagógico. De acordo com Kishimoto (1998), essas estratégias metodológicas podem exercer ambas as funções.Os jogos educacionais facilitam e estimulam a aprendizagem através da interação, desenvolvendo capacidades cognitivas e a coordenação motora.
A escola é um local em que a criança ou adolescente deve adquirir conhecimentos e habilidades. Muitas vezes a atividade lúdica na escola é desvalorizada pelos professores e pelos pais.
Jogos educativos estimulam e favorecem o aprendizado dos discentes e o processo de socialização, além de contribuir para a formação de sua personalidade. Para isso, os jogos educativos mobilizam esquemas mentais, estimulam o pensamento, a ordenação de tempo e de espaço. Eles também favorecem a aquisição de condutas cognitivas e desenvolvimento de habilidades como coordenação, destreza, rapidez, força e concentração.
O surgimento do jogo educativo se deu no Renascimento, os jogos de todos os tipos que na era medieval eram abominados ressurgem se incorporando novamente no cotidiano das pessoas e também como um material pedagógico no ensino. Atualmente os jogos na educação são classificados de acordo com duas funções. A primeira é a lúdica que fornece prazer e diversão, a segunda é a educativa o jogo pode auxiliar ou promover a aquisição de saberes. É importante que na aplicação de jogos haja a mediação do professor para que a função lúdica não se sobreponha a função educativa, deve haver um equilíbrio entre essas duas funções gerando maior interesse nos alunos.
A palavra jogo é originária do latim: iocus, iocare e significa brinquedo, divertimento, passatempo sujeito a regras, entre outros. De acordo com Leal (2005), o jogo é uma atividade lúdica em que crianças e/ou adultos participam de uma situação de engajamento social num tempo e espaços determinados, como características próprias delimitadas pelas próprias regras de participação na situação “imaginária”.
A maior parte dos jogos educativos é voltada para o público infantil. Existem dois grupos principais de jogos infantis: os de enredo e os de regras. Os jogos de enredo também são chamados de jogo imaginativo, de faz-de-conta, de papéis, simbólico ou sócio-dramático. Os jogos de regras visam promover o desenvolvimento cognitivo e afetivo-social do jogador. Neles, as crianças se imaginam nos papéis dos adultos, representando a realidade que vivem, ou que gostariam de vivenciar.
Um bom exemplo de jogo de regras é o xadrez. Nele, a situação imaginária está subentendida e as normas orientam a brincadeira. Os participantes ficam atentos a finalidade do jogo e no atendimento aos códigos por eles compartilhados.
Podemos aproveitar algum momento de alguma aula para fazer com que o aluno memorize de forma descontraída o conteúdo dado. Não perdendo o senso de que a criança precisa brincar, os educadores poderão intervir durante a brincadeira para facilitar o aprendizado e sempre estabelecendo uma relação com o que foi estudado até então.
Brincar faz parte do dia-a-dia de qualquer criança, não só faz parte como é um fator muito importante, e que tal aprender brincando? para um educador é algo que vai fazer com que o seu trabalho seja mais divertido e traga melhores e maiores resultados de sua turma.
Existem tantas maneiras de se aprender e revisar e/ou treinar o que foi estudado e porquê não não utilizar de um material criado com tanta criatividade além de tornar a aula mais dinâmica? pense nisso, os jogos educativos pode transformar a futura geração.

## Perspectiva neurocientífica
De acordo com os pesquisadores D. R. Godden e A. D. Baddeley (1975) da neurociência, o aprendizado proveniente de treinamento é geralmente específico à habilidade treinada e ao contexto do treinamento. Entretanto, em áreas como educação, é de maior interesse que o aprendizado se estenda para além do treinamento específico. Por exemplo, é mais relevante que um aluno aprenda a utilizar o raciocínio matemático para resolver diversos problemas fora da sala de aula, ao invés de apenas saber utilizar determinada operação matemática nos contextos vistos na escola.
Assim, é dedicada uma atenção especial para o estudo de treinamentos que resultem em benefícios para habilidades não treinadas, ou seja, que ensinem a capacidade de aprender rapidamente novas competências, uma capacidade nomeada de “aprender a aprender” por H. F. Harlow (1945). 
Nessa linha, há muitos estudos que mostram que jogar videogames é uma atividade que gera esse tipo de benefício, mesmo quando se joga um jogo de ação que não foi desenvolvido com interesse no aprendizado do jogador.
Os resultados de C. S. Green e D. Bavelier (2006) e de T. Strobach e colaboradores (2012) demonstram que jogadores de vídeo games apresentam maior capacidade para desempenhar múltiplas tarefas e de trocar de uma tarefa para outra com menos prejuízos na performance da nova tarefa do que o visto no caso de pessoas que não jogam videogames. Esses resultados são significativos, considerando que a habilidade de trocar de tarefas é negativamente afetada em jovens que utilizam muito diversas formas de tecnologia, como mostrado por E. Ophir e colaboradores (2009), indicando que diferentes mídias podem ter diferentes efeitos na função cerebral.
Os estudos de R. Ratcliff e G. McKoon demonstraram como jogadores de videogame apresentam maior capacidade de adquirir rapidamente informação do ambiente, melhorando a capacidade de tomar decisões em curto períodos de tempo. Esses resultados já mostraram relevâncias práticas, por exemplo, a Força Aérea Real recruta jovens jogadores de videogames para pilotar veículos aéreos não tripulados e outros estudos indicam que cirurgiões que jogam videogame realizam laparoscopias mais rapidamente e mais precisamente que cirurgiões que não jogam, mesmo quando estes possuem mais experiência com esse tipo de procedimento.
Diversos resultados mostram como jogadores de videogames, em especial de jogos de ação, apresentam uma melhora em vários aspectos atencionais, como na atenção seletiva, na atenção dividida e na atenção sustentada. Entretanto, só foram observadas melhoras nos aspectos da atenção voluntária, conhecida como atenção top-down, na qual a pessoa conscientemente decide prestar atenção em determinada atividade. Não foram vistas melhoras na atenção bottom-up, na qual a pessoa percebe fatores exógenos mesmo quando seu foco não está direcionado, como ressaltado por D. Bavelier e colaboradores (2012). Porém, como na área educacional a atenção top-down é de maior importância, os vídeo games são uma ferramenta de grande utilidade.

## Perspectiva educacional e comunicacional
Jogadores de vídeo games, assim, possuem a capacidade de processar diversos estímulos simultaneamente e separar o que é relevante do que não é, e são capazes de ignorar com mais facilidade estes estímulos distratores. Apesar de ainda faltarem estudos precisos, F. Baluch e L. Itti (2011) possuem resultados que indicam que essa capacidade pode ser proveniente do aumento na liberação de acetilcolina em determinadas áreas do encéfalo e, como já bem relatado na literatura, a ação colinérgica está associada a maior aprendizagem e tem papel fundamental na plasticidade do córtex cerebral, que é responsável por pensamentos abstratos de maior complexidade.
É importante ressaltar que esses benefícios cognitivos provenientes de jogar videogames podem ser adquiridos por qualquer pessoa, mesmo em adultos que não têm nenhuma experiência prévia com jogos eletrônicos, como demonstrado por vários estudos, por exemplo, o de C. S. Green e D. Bavelier (2011). Esses resultados mostram também que são de fato os vídeo games que trazem os benefícios cognitivos, e não que pessoas com melhores funções cognitivas se sintam mais atraídas a jogar jogos eletrônicos.
O aprendizado pode ser definido como uma melhora em performance a longo prazo devido a treinamento, porém, como dito anteriormente, esse processo é muitas vezes extremamente específico. Jogar vídeo games não ensina uma habilidade específica, mas aumenta a capacidade de extrair padrões do ambiente. Jogadores de vídeo game conseguem ignorar melhor as fontes de informações irrelevantes e focar mais eficientemente nas fontes relevantes. Sendo assim, jogos eletrônicos são uma boa ferramenta para aprender a aprender. 

## Jogos pedagógicos para o ensino de Física
Numa ruptura com o modelo de aula tradicional professores e pesquisadores em ensino de física vêm buscando novas alternativas para tornar os seus conteúdos mais acessíveis aos alunos, dentre essas novas ferramentas utilizadas estão os jogos educacionais, onde o aluno aprende brincando. Muitas vezes apresentado como uma forma de fixação do conteúdos.  O conteúdo mais frequentemente utilizado em jogos educacionais é a astronomia, porem vemos uma expansão para as demais áreas da física, como exemplo a Física moderna.
O uso de Software na construção de jogos educacionais para o ensino de física, possibilitam uma nova abordagem esse recurso, permitindo aos estudantes uma utilização desses em qualquer lugar. 

## Jogos pedagógicos para ensino de Química
As aulas de ciências e de química são muitas vezes mero decoro de conceitos ou nomes, isso causa desinteresse nos alunos, então hoje o papel do professor é garantir o interesse dos alunos pelas aulas de química, por exemplo.O jogo didático pode ser incorporado no ensino de química ou ciências com o objetivo de gerar motivação, como também pode ser um meio para se alcançar a aprendizagem, ou seja, de acordo com as regras e como um jogo é estruturado, ele pode guiar o aprendizado também é possível utilizar um jogo como forma de avaliação.
Os jogos são utilizados com muita frequência na matemática, porém nas ciências naturais como química e física são pouco utilizados, apesar disso desde 1993 alguns autores desenvolveram jogos voltados para a aprendizagem de química.Assim um jogo pode ser introduzido em várias etapas da aula:
1)   Introdução de um conteúdo;
2)   Destaque de conteúdos importantes;
3)  Avaliação de conteúdos;
4)   Contextualização e problematização da ciência/química.
Assim existem diversos tipos de jogos pedagógicos para química, tanto os que são inspirados em jogos tradicionais como o Bingo Atômico, tanto jogos virtuais como Carbópolis, estes podem gerar desde motivação para o aprendizado de química até uma formação social, ou seja, uma alfabetização científica, já que nos jogos podem ser incorporadas discussões acerca de ciência, tecnologia, sociedade e meio ambiente; fomentando ou criando o pensamento crítico dos alunos quanto ao desenvolvimento e impactos da ciência na sociedade. Os jogos também causar mudanças nas atitudes dos alunos, por exemplo, a aprendizagem é mais rápida por causa da vontade de jogar, uma facilidade no trabalho em grupo,aquisição de conhecimentos é facilitada por causa da função lúdica.BORGES, Dina do Socorro Paiva; OLIVEIRA, Isabel Cristina dos Santos & OLIVEIRA, Romualdo Tavares de. «Jogos na sala de aula: Brincadeira com aprendizagem significativa» (PDF). Consultado em 20 de julho de 2009. Arquivado do original (PDF) em 19 de abril de 2009